# Johann Laufer
Johann Laufer (* 10. Juli 1857 in Obergladbach; † 5. Juni 1924 in Offenbach am Main) war ein hessischer Politiker (HBB) und ehemaliger Abgeordneter des Landtags des Volksstaates Hessen in der Weimarer Republik.

## Familie
Johann Laufer war der Sohn des Bauern Josef Laufer und dessen Frau Theresia geborene Klee. Johann Laufer, der katholischer Konfession war, war mit Maria geborene Barth verheiratet. Er arbeitete als Bauer in Bieber.
Johann Laufer gehörte zwischen 1921 und 1924 dem Landtag an. Nach seinem Tod rückte Philipp Hauck für ihn in den Landtag nach.